# 司隸校尉部
司隸校尉部，始設於漢朝，其行政長官為司隸校尉，西漢時為朝廷的監察官，為中央地區的警備司令和民政長官，職責原本在於監督朝內的大臣與皇親國戚，西漢末年兼及京都附近的京兆尹、左馮翊、右扶風、河東、河南、河內和弘農等七個郡的官員。東漢時，司隸校尉部成為正式行政區，司隸校尉成為一級地方行政長官，並列為東漢十三州之一。東漢建安十八年（213年）以後省，其屬郡歸屬雍州、冀州和豫州。

## 西漢京畿地區
西漢時劃分天下為13個刺史部（均為監察區），僅京畿地區之7郡未設刺史，直屬於中央，後由司隸校尉監督。其區域約相當於今河北省南部、河南省北部、山西省南部及陝西省渭河平原。
人口據《漢書·地理志》記載，元始二年（2年），京畿地區總戶口有151萬9857戶，總人口668萬2602人，約佔當時全國人口的11.59%。各郡戶數、人口如下：

### 郡級行政區
京畿地區在秦末，分屬內史及河內、河東、三川3郡地。漢高祖元年（前206年），項羽分封十八王：章邯（封雍王，領內史西半部）、司馬欣（封塞王，領內史東半部）、司馬卬（封殷王，領河內郡）、魏咎（封西魏王，領河東郡）、申陽（封河南王，領三川郡）於此。
同年八月，劉邦滅塞、雍二國，置渭南、河上、中地3郡。高祖二年（前205年）十月，滅河南國，置河南郡；三月滅殷國，置河內郡；九月滅西魏國，置河東郡，共計6郡。高祖九年（前198年）罷渭南、河上、中地3郡，復為內史。建元五年（前136年），分內史為左、右內史。元鼎四年（前113年）析左內史及南陽、河南2郡置弘農郡。太初元年（前104年）左內史改置左馮翊，右內史改置京兆尹及右扶風，共計7郡。至西漢末未變。
京兆尹
秦代屬內史轄地，漢初屬塞國。高祖元年（前206年）八月滅國，置渭南郡，領12縣。高祖九年（前198年）罷郡，復為內史。建元五年（前136年），分內史置右內史，領32縣。太初元年（前104年）分右內史置，領原右內史華陰、下邽、藍田等縣，郡治長安縣。新置奉明縣。漢末領12縣，同前。
左馮翊
秦代屬內史轄地，漢初屬塞國。高祖元年（前206年）八月滅國，置河上郡，領16縣。高祖九年（前198年）罷郡，復為內史。建元五年（前136年），分內史置左內史。太初元年（前104年）更名左馮翊，領原左內史頻陽、重泉、高陵等縣，郡治長安縣。後新置雲陵縣。西漢末領24縣，同前。
右扶風
秦代屬內史轄地，漢初屬雍國。高祖元年（前206年）八月滅國，置中地郡，領15縣。高祖九年（前198年）罷郡，復為內史。太初元年（前104年）改主爵都尉置右扶風，領原右內史渭城、斄縣等縣，郡治長安縣。後新置平陵縣，武功縣改名漢光邑。西漢末領21縣，同前。
弘農郡
元鼎四年（前113年）析左內史商、上雒、弘農3縣，南陽郡丹水、析縣2縣，河南郡陸渾、盧氏、陝縣、宜陽、黽池、新安6縣置，郡治弘農縣。西漢末領縣同前。
河東郡
秦代舊郡，漢初屬西魏國。高祖二年（前205年）滅國，復置河東郡。郡治安邑縣。西漢末領安邑、大陽、猗氏、解縣、蒲反、河北、左邑、汾陰、聞喜、濩澤、端氏、臨汾、垣縣、皮氏、長脩、平陽、襄陵、彘、楊、北屈、蒲子、絳縣、狐讘、騏24縣。
河內郡
秦代舊郡，漢初屬殷國。高祖二年（前205年）滅殷國，復置河內郡。郡治懷縣。西漢末領懷、汲、武德、波、山陽、河陽、州、共、平皋、朝歌、脩武、溫、野王、獲嘉、軹、沁水、隆慮、蕩陰18縣。
河南郡
秦代名三川郡。漢初屬河南國。高祖二年（前205年）滅河南國，置河南郡。西漢末領雒陽、滎陽、偃師、京、平陰、中牟、平、陽武、河南、緱氏、卷、原武、鞏、穀成、故市、密、新成、開封、成皋、苑陵、梁、新鄭22縣。
附：太常郡
其長官為太常，是西漢時期專門管理皇家陵縣的一個特殊行政區，位於三輔境內，與漢代的其他郡、國平級。由於轄縣會隨時間推移不斷增加，因此太常郡被稱為一個「隱形郡」。漢元帝永光三年（前41年）廢除了陵縣制。此後皇帝陵園不再單獨置縣，原有的陵縣分別歸三輔各郡管理。
太常郡所轄陵縣：長陵縣（高帝陵）、安陵縣（惠帝陵）、霸陵縣（文帝陵）、南陵縣（薄太后陵）、陽陵縣（景帝陵）、茂陵縣（武帝陵）、雲陵縣（趙婕妤陵）、平陵縣（昭帝陵）、杜陵縣（宣帝陵）。其他如漢文帝之母薄太、漢昭帝之母趙婕妤也有陵縣。漢高帝為其父太上皇之陵所置的萬年縣與漢宣帝為其父史皇孫之陵所置的奉明縣是否也屬太常管轄已不可考。

### 縣級行政區
京畿地區在秦末可考縣數，計內史41縣，河內郡19縣，三川郡22縣，河東郡19縣。另有鄜、
西漢時期，經歷多次調整，計改名者9縣，新置者25縣，廢縣者13縣，境外移入者8縣，境內移出者4縣，不明者12縣。據《漢書·地理志》記載，元始二年（2年），司隸地區共有127縣、7郡國。
| 京畿地區 |        |                                              |                                                       |                                                                                               | |
| 說明：此表以《漢書·地理志》為主，並參考后曉榮《秦代政區地理》，周振鶴《西漢政區地理》、《漢書地理志匯釋》及相關網站整理而成；以深灰色表示者，為曾經建置，後來消失的縣份 |        |                                              |                                                       |                                                                                               | |
| 郡名 （縣數） | 郡治   | 縣名                                         | 今地位置(2012年12月)                                  | 隸屬郡國                                                                                      | 備注 |
| 京兆尹 （12） | 華陰縣 | 長安縣                                       | 今陝西省西安市區西北郊外漢長安城                      | 渭南郡(前202-前198)→內史直轄(前198-前104)→京兆尹(前104-8)                                     | 高帝五年（前202年）置縣。 |
| 京兆尹 （12） | 華陰縣 | 新豐縣                                       | 今陝西省西安市灞橋區灞橋街道舊劉家村一帶              | 渭南郡(前202-前198)→內史直轄(前198-前104)→京兆尹(前104-8)                                     | 秦代名麗邑縣，高祖七年（前200年）改名，因徙豐縣縣名於此，故號「新豐」。                                                           |
| 京兆尹 （12） | 華陰縣 | 船司空縣                                     | 今陝西省潼關縣正北                                    | ？→京兆尹(？-8)                                                                               | 漢時置縣。（不詳何年） |
| 京兆尹 （12） | 華陰縣 | 藍田縣                                       | 今陝西省藍田縣西30里                                  | 渭南郡(前202-前198)→內史直轄(前198-前104)→京兆尹(前104-8)                                     | 秦代舊縣。 |
| 京兆尹 （12） | 華陰縣 | 華陰縣                                       | 今陝西省華陰市東南3里華陰古城                         | 渭南郡(前202-前198)→內史直轄(前198-前104)→京兆尹(前104-8)                                     | 秦代名寧秦縣，高祖八年（前199年）改名。                                                                                           |
| 京兆尹 （12） | 華陰縣 | 鄭縣                                         | 今陝西省華陰市西北3里                                 | 渭南郡(前202-前198)→內史直轄(前198-前104)→京兆尹(前104-8)                                     | 秦代舊縣。 |
| 京兆尹 （12） | 華陰縣 | 湖縣                                         | 今河南省靈寶市西                                      | 渭南郡(前202-前198)→內史直轄(前198-前104)→京兆尹(前104-8)                                     | 秦代名胡縣，建元元年（前140年）改名。                                                                                             |
| 京兆尹 （12） | 華陰縣 | 下邽縣                                       | 今陝西省渭南市臨渭區東北故市鎮巴邑村一帶下邽故城遺址  | 渭南郡(前202-前198)→內史直轄→京兆尹(前104-8)                                                  | 秦代舊縣。 |
| 京兆尹 （12） | 華陰縣 | 南陵縣                                       | 今陝西省西安市東南24里白鹿原上                        | 太常直轄(前173-前41)→京兆尹(前41-8)                                                           | 文帝七年（前173年）析藍田縣置縣。                                                                                                 |
| 京兆尹 （12） | 華陰縣 | 奉明縣                                       | 今陝西省西安市城北8里                                 | 太常直轄(前65-前41)→京兆尹(前41-8)                                                            | 漢宣帝元康元年（前65年）置縣。 |
| 京兆尹 （12） | 華陰縣 | 霸陵縣                                       | 今陝西省西安市臨潼區舊韓峪鄉霸陵故城遺址              | 渭南郡(前202-前198)→內史直轄(前198-前171)→太常直轄(前171-前41)→京兆尹(前41-8)                 | 秦代名芷陽縣，文帝九年（前171年）改名。                                                                                           |
| 京兆尹 （12） | 華陰縣 | 杜陵縣                                       | 今陝西省西安市城區南電子城街道沈家橋一帶杜陵故城遺址  | 渭南郡(前202-前198)→內史直轄(前198-前104)→京兆尹(前104-65)→太常直轄(前65-前41)→京兆尹(前41-8) | 秦代名杜縣，元康元年（前65年）改名。                                                                                              |
| 京兆尹 （12） | 華陰縣 | 戲縣                                         | 今陝西省西安市臨潼區東北                              | 渭南郡(前202-？)                                                                              | 漢初廢縣。（不詳何年） |
| 京兆尹 （12） | 華陰縣 | 昌陵縣                                       | 今陝西省西安市臨潼區一帶                              | 京兆尹(前20-前16)                                                                             | 鴻嘉元年（前20年）分新豐縣戲鄉置縣，永始元年（前16年）七月廢縣。                                                                  |
| 左馮翊 （24） | 高陵縣 | 高陵縣                                       | 今陝西省高陵縣西南                                    | 河上郡(前202-前198)→內史直轄(前198-前105)→左馮翊(前104-8)                                     | 秦代舊縣。 |
| 左馮翊 （24） | 高陵縣 | 櫟陽縣                                       | 今陝西省閻良區武屯鎮櫟陽故城遺址                      | 河上郡(前202-前198)→內史直轄(前198-前105)→左馮翊(前104-8)                                     | 秦代舊縣。 |
| 左馮翊 （24） | 高陵縣 | 翟道縣                                       | 今陝西省黃陵縣西北                                    | 河上郡(前202-前198)→內史直轄(前198-前105)→左馮翊(前104-8)                                     | 秦代舊縣。 |
| 左馮翊 （24） | 高陵縣 | 池陽縣                                       | 今陝西省涇陽縣西北                                    | 內史直轄(前191-前105)→左馮翊(前104-8)                                                         | 惠帝四年（前191年）置池陽縣。 |
| 左馮翊 （24） | 高陵縣 | 夏陽縣                                       | 今陝西省韓城市南芝川鎮夏陽故城遺址                    | 河上郡(前202-前198)→內史直轄(前198-前105)→左馮翊(前104-8)                                     | 秦代舊縣。 |
| 左馮翊 （24） | 高陵縣 | 衙縣                                         | 今陝西省白水縣東北                                    | 河上郡(前202-前198)→內史直轄(前198-前105)→左馮翊(前104-8)                                     | 秦代舊縣。 |
| 左馮翊 （24） | 高陵縣 | 粟邑縣                                       | 今陝西省白水縣西北                                    | 內史直轄(？)→左馮翊(？-8)                                                                     | 漢時置縣。（不詳何時） |
| 左馮翊 （24） | 高陵縣 | 谷口縣                                       | 今陝西省禮泉縣東北                                    | 內史直轄(前161-前105)→左馮翊(前104-8)                                                         | 文帝後三年（前161年）置縣。 |
| 左馮翊 （24） | 高陵縣 | 蓮勺縣                                       | 今陝西省渭南市東北70里                                | 內史直轄(？)→左馮翊(？-8)                                                                     | 漢時置縣。（不詳何時） |
| 左馮翊 （24） | 高陵縣 | 鄜縣                                         | 今陝西省洛川縣東南70里                                | 河上郡(前202-前198)→內史直轄(前198-前105)→左馮翊(前104-8)                                     | 秦代舊縣。 |
| 左馮翊 （24） | 高陵縣 | 頻陽縣                                       | 今陝西省富平縣東北美原鎮舊古城村一帶頻陽故城遺址      | 河上郡(前202-前198)→內史直轄(前198-前105)→左馮翊(前104-8)                                     | 秦代舊縣。 |
| 左馮翊 （24） | 高陵縣 | 臨晉縣                                       | 今陝西省大荔縣東朝邑鎮                                | 河上郡(前202-前198)→內史直轄(前198-前105)→左馮翊(前104-8)                                     | 秦代舊縣。 |
| 左馮翊 （24） | 高陵縣 | 重泉縣                                       | 今陝西省蒲城縣東南龍池鎮重泉村重泉故城遺址            | 河上郡(前202-前198)→內史直轄(前198-前105)→左馮翊(前104-8)                                     | 秦代舊縣。 |
| 左馮翊 （24） | 高陵縣 | 郃陽縣                                       | 今陝西省合陽縣東南                                    | 河上郡(前202-前198)→內史直轄(前198-前105)→左馮翊(前104-8)                                     | 秦代舊縣；為劉喜（前199年－前193年）侯國。                                                                                        |
| 左馮翊 （24） | 高陵縣 | 祋祤縣                                       | 今陝西省銅川市耀州區                                  | 內史直轄(前155-前105)→左馮翊(前104-8)                                                         | 景帝二年（前155年）置縣。 |
| 左馮翊 （24） | 高陵縣 | 武城縣                                       | 今陝西省華縣東赤水鎮郭村                              | 河上郡(前202-前198)→內史直轄(前198-前105)→左馮翊(前104-8)                                     | 秦代舊縣。 |
| 左馮翊 （24） | 高陵縣 | 沈陽縣                                       | 今陝西省華縣東北                                      | 內史直轄(？)→左馮翊(？-8)                                                                     | 漢時置縣。（不詳何時） |
| 左馮翊 （24） | 高陵縣 | 懷德縣                                       | 今陝西省大荔縣東南華朱鄉                              | 河上郡(前202-前198)→內史直轄(前198-前105)→左馮翊(前104-8)                                     | 秦代舊縣。 |
| 左馮翊 （24） | 高陵縣 | 徵縣                                         | 今陝西省澄城縣西南徵縣故城遺址                        | 河上郡(？)→(廢縣)→左馮翊(？-8)                                                                | 秦代舊縣，西漢初廢，後復置縣。 |
| 左馮翊 （24） | 高陵縣 | 雲陵縣                                       | 今陝西省淳化縣東南                                    | 太常直轄(前87-前41)→左馮翊(前41-8)                                                            | 後元二年（前87年），析雲陽縣置縣。                                                                                                |
| 左馮翊 （24） | 高陵縣 | 萬年縣                                       | 今陝西省西安市臨潼區                                  | 太常直轄(前197-前41)→左馮翊(前41-8)                                                           | 高祖十年（前197年）置萬年縣。 |
| 左馮翊 （24） | 高陵縣 | 長陵縣                                       | 今陝西省咸陽市東北                                    | 太常直轄(前195-前41)→左馮翊(前41-8)                                                           | 高祖十二年（前195年）置長陵縣。                                                                                                   |
| 左馮翊 （24） | 高陵縣 | 陽陵縣                                       | 今陝西省咸陽市東北                                    | 河上郡(？)→(廢縣)→太常直轄(前152-前41)→左馮翊(前41-8)                                         | 秦代名弋陽縣，後廢。景帝五年（前152年）正月置縣；為傅寬（前201年－前122年）侯國。                                                 |
| 左馮翊 （24） | 高陵縣 | 雲陽縣                                       | 今陝西省淳化縣西北                                    | 河上郡(前202-前198)→內史直轄(前198-前105)→左馮翊(前104-8)                                     | 秦代舊縣。 |
| 右扶風 （21） | 郿縣   | 渭城縣                                       | 今陝西省咸陽市東北渭城區窯店街道咸陽故城遺址          | 中地郡(前202-前200)→(廢縣)→內史直轄(前114-前105)→右扶風(前104-8)                              | 秦代名咸陽縣，高帝元年（前206年）改名新城縣，七年（前200年）廢縣併入長安；元鼎三年（前114年）復置，名渭城縣。                     |
| 右扶風 （21） | 郿縣   | 槐里縣                                       | 今陝西省興平市東南                                    | 中地郡(前202-前198)→內史直轄(前198-前105)→右扶風(前104-8)                                     | 秦代舊縣。 |
| 右扶風 （21） | 郿縣   | 鄠縣                                         | 今陝西省戶縣                                          | 中地郡(？)→(廢縣)→右扶風(？-8)                                                                | 秦代名酆縣，西漢初廢，後復置縣。                                                                                                  |
| 右扶風 （21） | 郿縣   | 盩厔縣                                       | 今陝西省周至縣東終南鎮                                | 右扶風(？-8)                                                                                  | 漢武帝在位時期置縣。 |
| 右扶風 （21） | 郿縣   | 斄縣                                         | 今陝西省咸陽市楊陵區斄縣古城                          | 中地郡(前202-前198)→內史直轄(前198-前105)→右扶風(前104-8)                                     | 秦代舊縣。 |
| 右扶風 （21） | 郿縣   | 郁夷縣                                       | 今陝西省寶雞市東，千河入渭河處                        | 內史直轄(？)→右扶風(？-8)                                                                     | 漢時置縣。（不詳何時） |
| 右扶風 （21） | 郿縣   | 美陽縣                                       | 今陝西省扶風縣北法門鎮美陽故城遺址                    | 中地郡(前202-前198)→內史直轄(前198-前105)→右扶風(前104-8)                                     | 秦代舊縣。 |
| 右扶風 （21） | 郿縣   | 郿縣                                         | 今陝西省扶風縣西南                                    | 中地郡(前202-前198)→內史直轄(前198-前105)→右扶風(前104-8)                                     | 秦代舊縣。 |
| 右扶風 （21） | 郿縣   | 雍縣                                         | 今陝西省鳳翔縣南雍縣故城遺址                          | 中地郡(前202-前198)→內史直轄(前198-前105)→右扶風(前104-8)                                     | 秦代舊縣。 |
| 右扶風 （21） | 郿縣   | 漆縣                                         | 今陝西省彬縣                                          | 中地郡(前202-前198)→內史直轄(前198-前105)→右扶風(前104-8)                                     | 秦代舊縣。 |
| 右扶風 （21） | 郿縣   | 栒邑縣                                       | 今陝西省旬邑縣東北                                    | 北地郡(前202-？)→右扶風(？-8)                                                                 | 秦代舊縣；為溫疥（前199年－前146年）侯國。                                                                                        |
| 右扶風 （21） | 郿縣   | 隃麋縣                                       | 今陝西省千陽縣東                                      | 內史直轄(？)→右扶風(？-8)                                                                     | 漢時置縣。（不詳何時） |
| 右扶風 （21） | 郿縣   | 陳倉縣                                       | 今陝西省寶雞市東陳倉故城遺址                          | 中地郡(？)→(廢縣)→右扶風(？-8)                                                                | 秦代舊縣，西漢初廢，後復置縣。 |
| 右扶風 （21） | 郿縣   | 杜陽縣                                       | 今陝西省麟遊縣西北                                    | 中地郡(前202-前198)→內史直轄(前198-前105)→右扶風(前104-8)                                     | 秦代舊縣。 |
| 右扶風 （21） | 郿縣   | 汧縣                                         | 今陝西省隴縣南                                        | 中地郡(前202-前198)→內史直轄(前198-前105)→右扶風(前104-8)                                     | 秦代舊縣。 |
| 右扶風 （21） | 郿縣   | 好畤縣                                       | 今陝西省乾縣東南好畤故城遺址                          | 中地郡(前202-前198)→內史直轄(前198-前105)→右扶風(前104-8)                                     | 秦代舊縣。 |
| 右扶風 （21） | 郿縣   | 虢縣                                         | 今陝西省寶雞市西舊虢鎮                                | 中地郡(前202-前198)→內史直轄(前198-前105)→右扶風(前104-8)                                     | 秦代舊縣。 |
| 右扶風 （21） | 郿縣   | 安陵縣                                       | 今陝西省咸陽市東北                                    | 太常直轄(前188-前41)→右扶風(前41-8)                                                           | 惠帝七年（前188年）置安陵縣。 |
| 右扶風 （21） | 郿縣   | 茂陵縣                                       | 今陝西省興平市東北                                    | 太常直轄(前140-前41)→右扶風(前41-8)                                                           | 建元元年（前140年）析槐里縣茂鄉置茂陵縣。                                                                                         |
| 右扶風 （21） | 郿縣   | 平陵縣                                       | 今陝西省咸陽市西北                                    | 太常直轄(？-前41)→右扶風(前41-8)                                                              | 元鳳四年（前77年）以前置平陵縣。                                                                                                  |
| 右扶風 （21） | 郿縣   | 漢光邑                                       | 今陝西省眉縣東                                        | 內史直轄(？)→右扶風(？-8)                                                                     | 漢時置縣，（不詳何時）名武功縣。元始五年（西元5年）改名漢光邑，為王莽封地。                                                       |
| 右扶風 （21） | 郿縣   | 廢丘縣                                       | 今陝西省興平市東南                                    | 雍國(前206-前205)→中地郡(前205-前204)                                                         | 高祖三年（前204年）省入槐里縣。                                                                                                   |
| 弘農郡 （11） | 弘農縣 | 弘農縣                                       | 今河南省靈寶市東北黃河沿岸                            | 右內史(前114-前113)→弘農郡(前113-8)                                                           | 元鼎三年（前114年）析新安縣函谷故關置弘農縣，因弘農澗而得名。                                                                     |
| 弘農郡 （11） | 弘農縣 | 盧氏縣                                       | 今河南省盧氏縣盧氏故城遺址                            | 河南國(前206-前205)→河南郡(前205-前113)→弘農郡(前113-8)                                       | |
| 弘農郡 （11） | 弘農縣 | 陝縣                                         | 今河南省三門峽市                                      | 河南國(前206-前205)→河南郡(前205-前113)→弘農郡(前113-8)                                       | |
| 弘農郡 （11） | 弘農縣 | 宜陽縣                                       | 今河南省宜陽縣西                                      | 河南國(前206-前205)→河南郡(前205-前113)→弘農郡(前113-8)                                       | |
| 弘農郡 （11） | 弘農縣 | 黽池縣                                       | 今河南省澠池縣西北                                    | 河南國(前206-前205)→河南郡(前205-前113)→弘農郡(前113-8)                                       | |
| 弘農郡 （11） | 弘農縣 | 丹水縣                                       | 今河南省淅川縣西南                                    | 韓國(前206-前205)→南陽郡(前205-前113)→弘農郡(前113-8)                                         | |
| 弘農郡 （11） | 弘農縣 | 新安縣                                       | 今河南省義馬市新安故城遺址                            | 河南國(前206-前205)→河南郡(前205-前113)→弘農郡(前113-8)                                       | |
| 弘農郡 （11） | 弘農縣 | 商縣                                         | 今陝西省丹鳳縣西丹江北岸台地商鞅邑城                  | 渭南郡(前202-前198)→內史直轄→弘農郡(前113-8)                                                  | |
| 弘農郡 （11） | 弘農縣 | 析縣                                         | 今河南省西峽縣蓮花寺崗古城                            | 韓國(前206-前205)→南陽郡(前205-前113)→弘農郡(前113-8)                                         | |
| 弘農郡 （11） | 弘農縣 | 陸渾縣                                       | 今河南省嵩縣東北                                      | 河南郡(？-前113)→弘農郡(前113-8)                                                              | 元鼎四年（前113年）以前置縣 |
| 弘農郡 （11） | 弘農縣 | 上雒縣                                       | 今陝西省商縣                                          | 渭南郡(前202-前198)→→內史直轄→弘農郡(前113-8)                                                 | |
| 河東郡 （24） | 安邑縣 | 安邑縣                                       | 今山西省夏縣西北十五里禹王古城遺址                    | 西魏國(前206-前205)→河東郡(前205-8)                                                           | |
| 河東郡 （24） | 安邑縣 | 大陽縣                                       | 今山西省平陸縣東北                                    | ？→河東郡(前205-8)                                                                            | 秦、漢時置縣。（不詳何時） |
| 河東郡 （24） | 安邑縣 | 猗氏縣                                       | 今山西省臨猗縣南                                      | 西魏國(前206-前205)→河東郡(前205-8)                                                           | 為陳遫（前199年－前154年）侯國。                                                                                                  |
| 河東郡 （24） | 安邑縣 | 解縣                                         | 今山西省臨猗縣西南                                    | 西魏國(前206-前205)→河東郡(前205-8)                                                           | |
| 河東郡 （24） | 安邑縣 | 蒲反縣                                       | 今山西省永濟市西                                      | 西魏國(前206-前205)→河東郡(前205-8)                                                           | |
| 河東郡 （24） | 安邑縣 | 河北縣                                       | 今山西省芮城縣西                                      | ？→河東郡(前205-8)                                                                            | 秦、漢時置縣。（不詳何時） |
| 河東郡 （24） | 安邑縣 | 左邑縣                                       | 今山西省聞喜縣                                        | 西魏國(前206-前205)→河東郡(前205-8)                                                           | |
| 河東郡 （24） | 安邑縣 | 汾陰縣                                       | 今山西省萬榮縣西南榮河鎮廟前村古城遺址                | 西魏國(前206-前205)→河東郡(前205-8)                                                           | 為周昌（前201年－前88年）侯國。                                                                                                   |
| 河東郡 （24） | 安邑縣 | 聞喜縣                                       | 今山西省聞喜縣東北                                    | 河東郡(前111-8)                                                                               | 元鼎六年（前111年）析左邑縣置聞喜縣。                                                                                             |
| 河東郡 （24） | 安邑縣 | 濩澤縣                                       | 今山西省晉城市北                                      | 西魏國(前206-前205)→河東郡(前205-8)                                                           | |
| 河東郡 （24） | 安邑縣 | 端氏縣                                       | 今山西省沁水縣東四十五里端氏鎮西城村                  | 西魏國(前206-前205)→上黨郡(前205-？)→河東郡(？-8)                                             | |
| 河東郡 （24） | 安邑縣 | 臨汾縣                                       | 今山西省襄汾縣西南趙康鎮古城遺址                      | 西魏國(前206-前205)→河東郡(前205-8)                                                           | |
| 河東郡 （24） | 安邑縣 | 垣縣                                         | 今山西省垣曲縣西北20里                                | 西魏國(前206-前205)→河東郡(前205-8)                                                           | 為匈奴王賜（前148年－前143年）侯國。                                                                                              |
| 河東郡 （24） | 安邑縣 | 皮氏縣                                       | 今山西省河津市西二里陽村鄉太陽村                      | 西魏國(前206-前205)→河東郡(前205-8)                                                           | |
| 河東郡 （24） | 安邑縣 | 長脩縣                                       | 今山西省稷山縣東北                                    | 河東郡(前196-8)                                                                               | 高帝十二年（前196年）左右置縣，為杜恬（前196年－前107年）侯國。                                                                   |
| 河東郡 （24） | 安邑縣 | 平陽國                                       | 今山西省臨汾市西南                                    | 西魏國(前206-前205)→河東郡(前205-8)                                                           | 為曹參（前201年－9年）侯國。 |
| 河東郡 （24） | 安邑縣 | 襄陵縣                                       | 今山西省臨汾市東南                                    | 西魏國(前206-前205)→河東郡(前205-8)                                                           | 疑即秦代的新襄陵縣，漢時改名。（不詳何年）                                                                                        |
| 河東郡 （24） | 安邑縣 | 彘縣                                         | 今山西省霍州市東北                                    | 西魏國(前206-前205)→河東郡(前205-8)                                                           | |
| 河東郡 （24） | 安邑縣 | 楊縣                                         | 今山西省洪洞縣南曲亭鎮范村古城遺址                    | 西魏國(前206-前205)→河東郡(前205-8)                                                           | |
| 河東郡 （24） | 安邑縣 | 北屈縣                                       | 今山西省吉縣北                                        | 西魏國(前206-前205)→河東郡(前205-8)                                                           | |
| 河東郡 （24） | 安邑縣 | 蒲子縣                                       | 今山西省隰縣東北50里                                  | 西魏國(前206-前205)→河東郡(前205-8)                                                           | |
| 河東郡 （24） | 安邑縣 | 絳縣                                         | 今山西省翼城縣唐興鎮北壽城村一帶                      | 西魏國(前206-前205)→河東郡(前205-8)                                                           | 為周勃（前201年－前112年）侯國。                                                                                                  |
| 河東郡 （24） | 安邑縣 | 狐讘縣                                       | 今山西省永和縣西南                                    | 河東郡(前107-8)                                                                               | 元封四年（前107年）左右置縣，為扜者（前107年－前99年）侯國。                                                                      |
| 河東郡 （24） | 安邑縣 | 騏國                                         | 今山西省稷山縣東北                                    | 河東郡(前112-8)                                                                               | 元鼎五年（前112年）左右置縣，為駒幾（前112年－9年）侯國。                                                                         |
| 河東郡 （24） | 安邑縣 | 底柱縣                                       | 今山西省平陸縣一帶                                    | 西魏國(前206-前205)→河東郡(前205-？)                                                          | 漢時廢縣。（不詳何年） |
| 河東郡 （24） | 安邑縣 | 風縣                                         | 今山西省永濟市西南二里                                | 西魏國(前206-前205)→河東郡(前205-？)                                                          | 漢時廢縣。（不詳何年） |
| 河東郡 （24） | 安邑縣 | 幾縣                                         | 地望不詳                                              | 河東郡(前108-前105)                                                                           | 元封三年（前108年）置縣，六年（前105年）廢。為張䧄侯國。                                                                          |
| 河內郡 （18） | 懷縣   | 懷縣                                         | 今河南省武陟縣西大虹橋鄉東張村古城遺址                | 殷國(前206-前205)→河內郡(前205-8)                                                             | |
| 河內郡 （18） | 懷縣   | 汲縣                                         | 今河南省衛輝縣汲縣故城遺址                            | 殷國(前206-前205)→河內郡(前205-8)                                                             | 為上不害（前196年－前131年）侯國。                                                                                                |
| 河內郡 （18） | 懷縣   | 武德縣                                       | 今河南省武陟縣東                                      | 殷國(前206-前205)→河內郡(前205-8)                                                             | |
| 河內郡 （18） | 懷縣   | 波縣                                         | 今河南省濟源市東南                                    | ？→河內郡(前205?-8)                                                                           | 秦、漢時置縣（不詳何年） |
| 河內郡 （18） | 懷縣   | 山陽縣                                       | 今河南省修武縣北35里山陽村古城遺址                    | 殷國(前206-前205)→河內郡(前205-8)                                                             | |
| 河內郡 （18） | 懷縣   | 河陽縣                                       | 今河南省孟縣西南30里                                  | 殷國(前206-前205)→河內郡(前205-8)                                                             | |
| 河內郡 （18） | 懷縣   | 州縣                                         | 今河南省溫縣東北武德鎮                                | 殷國(前206-前205)→河內郡(前205-8)                                                             | |
| 河內郡 （18） | 懷縣   | 共縣                                         | 今河南省輝縣市東北9里                                 | 殷國(前206-前205)→河內郡(前205-8)                                                             | 為盧罷師（前199年－前160年）侯國。                                                                                                |
| 河內郡 （18） | 懷縣   | 平皋縣                                       | 今河南省溫縣東                                        | ？→河內郡(前205?-8)                                                                           | 秦、漢時置縣（不詳何年），為劉它（前201年－前112年）侯國。                                                                        |
| 河內郡 （18） | 懷縣   | 朝歌縣                                       | 今河南省淇縣東北朝歌故城遺址                          | 殷國(前206-前205)→河內郡(前205-8)                                                             | |
| 河內郡 （18） | 懷縣   | 脩武縣                                       | 今河南省獲嘉縣修武故城遺址                            | 殷國(前206-前205)→河內郡(前205-8)                                                             | |
| 河內郡 （18） | 懷縣   | 溫縣                                         | 今河南省溫縣西南30里                                  | 殷國(前206-前205)→河內郡(前205-8)                                                             | |
| 河內郡 （18） | 懷縣   | 野王縣                                       | 今河南省沁陽縣                                        | 殷國(前206-前205)→河內郡(前205-8)                                                             | |
| 河內郡 （18） | 懷縣   | 獲嘉縣                                       | 今河南省新鄉市西                                      | 河內郡(前111-8)                                                                               | 元鼎六年（前111年）析汲縣新中鄉置縣。                                                                                             |
| 河內郡 （18） | 懷縣   | 軹縣                                         | 今河南省濟源市南軹城鎮古城遺址                        | 殷國(前206-前205)→河內郡(前205-8)                                                             | |
| 河內郡 （18） | 懷縣   | 沁水縣                                       | 今河南省濟源市東北                                    | ？→河內郡(前205-8)                                                                            | 秦、漢時置縣。（不詳何年） |
| 河內郡 （18） | 懷縣   | 隆慮縣                                       | 今河南省林縣                                          | 殷國(前206-前205)→河內郡(前205-8)                                                             | 為周竈（前201年－前149年）侯國。                                                                                                  |
| 河內郡 （18） | 懷縣   | 蕩陰縣                                       | 今河南省湯陰縣西南                                    | 殷國(前206-前205)→河內郡(前205-8)                                                             | |
| 河內郡 （18） | 懷縣   | 安陽縣                                       | 今河南省安陽市                                        | 殷國(前206-前205)→河內郡(前205-？)                                                            | 漢時省入蕩陰縣。（不詳何年） |
| 河內郡 （18） | 懷縣   | 曲陽縣                                       | 今河南省濟源市西南十五里曲陽故城遺址                  | 殷國(前206-前205)→河內郡(前205-？)                                                            | 漢時廢縣。（不詳何年） |
| 河內郡 （18） | 懷縣   | 邢丘縣                                       | 今河南省溫縣東南趙堡鎮平皋故城遺址                    | 殷國(前206-前205)→河內郡(前205-？)                                                            | 漢時廢縣。（不詳何年） |
| 河內郡 （18） | 懷縣   | 臨蔡縣                                       | 地望不詳                                              | 河內郡(前110-前104)                                                                           | 元封元年（前110年）置縣，太初元年（前104年）左右廢縣。為孫都侯國。                                                                |
| 河內郡 （18） | 懷縣   | 邗縣                                         | 地望不詳                                              | 河內郡(前91-前88)                                                                             | 征和二年（前91年）置縣，後元二年（前88年）廢縣。為李壽侯國。                                                                      |
| 河南郡 （22） | 雒陽縣 | 雒陽縣                                       | 今河南省洛陽市區東15公里漢魏洛陽故城                  | 河南國(前206-前205)→河南郡(前205-8)                                                           | |
| 河南郡 （22） | 雒陽縣 | 滎陽縣                                       | 今河南省鄭州市西北60里滎陽故城遺址                    | 河南國(前206-前205)→河南郡(前205-8)                                                           | |
| 河南郡 （22） | 雒陽縣 | 偃師縣                                       | 今河南省偃師縣東                                      | ？→河南郡(前205-8)                                                                            | 秦、漢時置縣。（不詳何年） |
| 河南郡 （22） | 雒陽縣 | 京縣                                         | 今河南省滎陽市東豫龍鎮京襄故城遺址                    | 河南國(前206-前205)→河南郡(前205-8)                                                           | |
| 河南郡 （22） | 雒陽縣 | 平陰縣                                       | 今河南省孟津縣東                                      | 河南國(前206-前205)→河南郡(前205-8)                                                           | |
| 河南郡 （22） | 雒陽縣 | 中牟縣                                       | 今河南省中牟縣東                                      | 河南國(前206-前205)→河南郡(前205-8)                                                           | 為單父聖（前195年－前112年）侯國。                                                                                                |
| 河南郡 （22） | 雒陽縣 | 平縣                                         | 今河南省孟津縣東                                      | ？→河南郡(前205-8)                                                                            | 秦、漢時置縣（不詳何年），為沛嘉（前201年－前145年）、劉遂（前126年－前122年）侯國                                                |
| 河南郡 （22） | 雒陽縣 | 陽武縣                                       | 今河南省原武縣東南                                    | 河南國(前206-前205)→河南郡(前205-8)                                                           | |
| 河南郡 （22） | 雒陽縣 | 河南縣                                       | 今河南省洛陽市西工區西小屯村河南故城遺址              | 河南國(前206-前205)→河南郡(前205-8)                                                           | |
| 河南郡 （22） | 雒陽縣 | 緱氏縣                                       | 今河南省偃師市南府店鎮滑城村古城遺址                  | 河南國(前206-前205)→河南郡(前205-8)                                                           | |
| 河南郡 （22） | 雒陽縣 | 卷縣                                         | 今河南省原陽縣南                                      | 河南國(前206-前205)→河南郡(前205-8)                                                           | |
| 河南郡 （22） | 雒陽縣 | 原武縣                                       | 今河南省原陽縣                                        | ？→河南郡(前205-8)                                                                            | 秦、漢時置縣（不詳何年） |
| 河南郡 （22） | 雒陽縣 | 鞏縣                                         | 今河南省鞏義市西南13里                                | 河南國(前206-前205)→河南郡(前205-8)                                                           | |
| 河南郡 （22） | 雒陽縣 | 穀成縣                                       | 今河南省洛陽市西                                      | 河南國(前206-前205)→河南郡(前205-8)                                                           | |
| 河南郡 （22） | 雒陽縣 | 故市縣                                       | 今河南省鄭州市西北35里                                | ？→河南郡(前205-8)                                                                            | 秦、漢時置縣（不詳何年），為閻澤赤（前201年－前112年）侯國。                                                                      |
| 河南郡 （22） | 雒陽縣 | 密縣                                         | 今河南省密縣東南30里                                  | 韓國(前206-前205)→潁川郡(前205-？)→河南郡(？-8)                                               | 原屬潁川郡屬縣，不知何時來隸。 |
| 河南郡 （22） | 雒陽縣 | 新成縣                                       | 今河南省伊川縣西南新城故城遺址                        | 韓國(前206-前205)→潁川郡(前205-？)→河南郡(？-8)                                               | |
| 河南郡 （22） | 雒陽縣 | 開封縣                                       | 今河南省開封縣西南朱仙鎮啟封故城遺址                  | 韓國(前206-前202)→潁川郡(前201-？)→梁國(？-？)→河南郡(？-8)                                   | 秦代名啟封縣，景帝元年（前156年）避漢景帝名諱改名。原屬梁國屬縣，元朔年間（前128年至123年）來隸。為陶舍（前196年－前112年）侯國。 |
| 河南郡 （22） | 雒陽縣 | 成皋縣                                       | 今河南省鞏義市西北康店鎮康北故城遺址                  | 河南國(前206-前205)→河南郡(前205-8)                                                           | |
| 河南郡 （22） | 雒陽縣 | 苑陵縣                                       | 今河南省新鄭市苑陵故城遺址                            | 韓國(前206-前201)→潁川郡(前201-？)→梁國(？-？)→河南郡(？-8)                                   | 原屬梁國屬縣，元朔年間（前128年至123年）來隸。                                                                                    |
| 河南郡 （22） | 雒陽縣 | 梁縣                                         | 今河南省汝州市西                                      | 河南國(前206-前205)→河南郡(前205-8)                                                           | |
| 河南郡 （22） | 雒陽縣 | 新鄭縣                                       | 今河南省新鄭市北新鄭故城遺址                          | 韓國(前206-前202)→潁川郡(前201-？)→梁國(？-？)→河南郡(？-8)                                   | 原屬梁國屬縣，元朔年間（前128年至123年）來隸。                                                                                    |
| 河南郡 （22） | 雒陽縣 | 華陽縣                                       | 今河南省新鄭市東南華陽寨                              | 河南國(前206-前205)→河南郡(前205-？)                                                          | 漢時廢縣。（不詳何年） |
| 河南郡 （22） | 雒陽縣 | 焦縣                                         | 今河南省陝縣南二里                                    | 河南國(前206-前205)→河南郡(前205-？)                                                          | 漢時廢縣。（不詳何年） |
| 己改隸他州 |        | 土軍縣                                       | 原為河東郡轄，元朔四年（前125年）左右移屬并州西河郡。 | 原為河東郡轄，元朔四年（前125年）左右移屬并州西河郡。                                         | 原為河東郡轄，元朔四年（前125年）左右移屬并州西河郡。                                                                             |
| 己改隸他州 | 內黃縣 | 原為河內郡轄，漢時移屬冀州魏郡。（不詳何年） | 原為河內郡轄，漢時移屬冀州魏郡。（不詳何年）          | 原為河內郡轄，漢時移屬冀州魏郡。（不詳何年）                                                  | |
| 己改隸他州 | 繁陽縣 | 原為河內郡轄，漢時移屬冀州魏郡。（不詳何年） | 原為河內郡轄，漢時移屬冀州魏郡。（不詳何年）          | 原為河內郡轄，漢時移屬冀州魏郡。（不詳何年）                                                  | |
| 己改隸他州 | 倫氏縣 | 原為河內郡轄，漢時移屬冀州魏郡。（不詳何年） | 原為河內郡轄，漢時移屬冀州魏郡。（不詳何年）          | 原為河內郡轄，漢時移屬冀州魏郡。（不詳何年）                                                  | |

## 東漢司隸校尉部

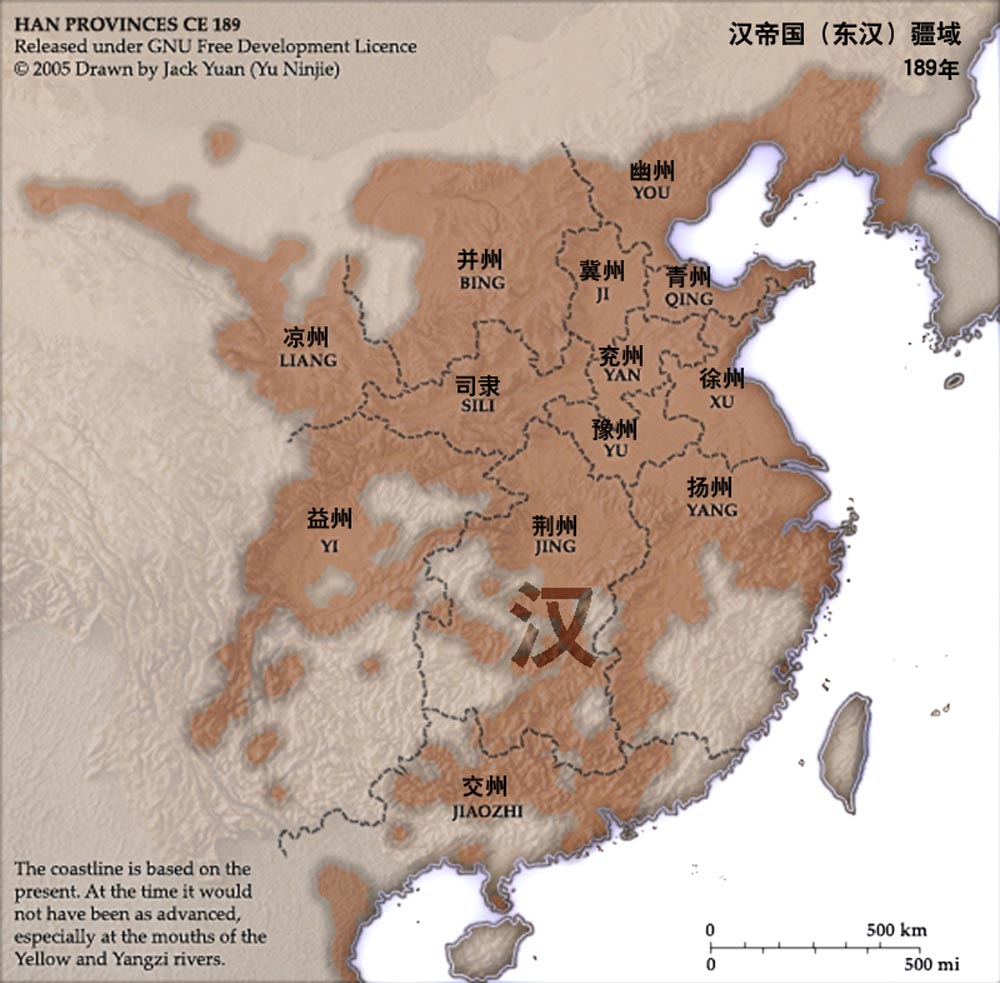
东汉十三州

東漢時，管轄範圍相當於現在的河北省南部、河南省北部、山西省南部和陝西省渭河平原。治所首都雒陽縣（今河南省洛陽市）。漢獻帝初平元年（190年）以後遷到長安縣。建安元年（196年）以後又遷回雒陽縣。
人口據《後漢書·郡國志》記載，永和五年（140年）時，司隸地區總戶口有61萬6355戶，總人口310萬6161人，約佔當時全國人口的6.32%，與西漢時期相比，戶口減少50萬戶，人口減少350餘萬。各郡戶數、人口如下：

### 郡級行政區
東漢初領河南尹、京兆尹、右扶風、左馮翊、河內郡、河東郡、弘農郡7郡。中平六年（189年）析右扶風置漢安郡（後改名漢興郡），領8郡。建安十八年（213年）正月省司隸校尉部，以潼關為界，以西的京兆、右扶風、左馮翊、漢興、弘農5郡劃入雍州，以東的河內、河東2郡劃入冀州，河南郡劃入豫州。
河南尹
西漢名河南郡，東漢建武元年（25年）改稱河南尹，郡治雒陽縣（今河南省洛陽市東北），領雒陽、河南、梁縣、滎陽、卷縣、原武、陽武、中牟、開封、苑陵、平陰、穀城、緱氏、鞏縣、成皋、京縣、密縣、新城、偃師、新鄭、平縣、故市22縣。東漢初廢故市縣。建安十八年（213年）以後歸屬豫州管轄。
東漢末，領雒陽、河南、梁縣、滎陽、卷縣、原武、陽武、中牟、開封、苑陵、平陰、穀城、緱氏、鞏縣、成皋、京縣、密縣、新城、偃師、新鄭、平縣、陸渾22縣。
附：滎陽都尉
東漢末已置滎陽都尉，管轄河南尹東部的滎陽、京縣、密縣、卷縣、陽武、苑陵、中牟、開封、原武9縣。
河內郡
西漢舊郡，郡治懷縣（今河南省武陟縣西北），東漢初領懷縣、河陽、溫縣、軹縣、波縣、野王、沁水、平皋、州縣、武德、山陽、修武、獲嘉、汲縣、共縣、朝歌、蕩陰、隆慮18縣。延平元年（106年），避漢殤帝名諱，隆慮縣改名林慮縣。建安十七年（212年），朝歌、蕩陰、林慮3縣移屬魏郡，省波縣（漢末魏時此縣已不可考）。建安十八年（213年）以後歸屬豫州管轄。
東漢末，領懷縣、河陽、溫縣、軹縣、野王、沁水、平皋、州縣、武德、山陽、修武、獲嘉、汲縣、共縣14縣。
河東郡
西漢舊郡，郡治安邑縣（今山西省夏縣西），領安邑、蒲阪、河北、大陽、解縣、猗氏、汾陰、皮氏、北屈、蒲子、彘縣、楊縣、平陽、襄陵、臨汾、絳邑、聞喜、東垣、端氏、濩澤、左邑、長修、狐讘、騏縣24縣。東漢初省左邑、長修、狐讘、騏縣4縣。陽嘉二年（133年），彘縣改名永安縣。建安十八年（213年）以後歸屬冀州管轄。
東漢末，領安邑、蒲阪、河北、大陽、解縣、猗氏、汾陰、皮氏、北屈、蒲子、永安、楊縣、平陽、襄陵、臨汾、絳邑、聞喜、東垣、端氏、濩澤20縣。
弘農郡
西漢舊郡，郡治弘農縣（今河南省靈寶市北），領弘農、陝縣、新安、宜陽、盧氏、黽池、商縣、上雒、丹水、析縣、陸渾11縣。建武十五年（39年），商縣、上雒2縣移屬京兆尹，丹水、析縣2縣移屬南陽；京兆尹華陰、湖縣2縣來隸。中平六年（189年），改稱弘農國，次年復為郡。陸渾縣移屬河南尹（不詳何時）。建安十八年（213年）以後歸屬豫州管轄。
東漢末，領弘農、陝縣、新安、宜陽、盧氏、黽池、華陰、湖縣8縣。
京兆尹
西漢舊郡，郡治長安縣（今陝西省西安市西北），領長安、霸陵、杜陵、新豐、鄭縣、藍田、下邽、湖縣、華陰、船司空、南陵、奉明12縣。東漢初省下邽、船司空、南陵、奉明4縣。建武十五年（39年），湖縣、華陰2縣歸屬弘農郡；左馮翊長陵、陽陵2縣，弘農郡上雒、商縣2縣來隸。延熹二年（159年）左右，復置下邽縣。漢靈帝中平年間（184年 - 189年），安定郡陰盤縣移寄治於新豐縣，後歸屬京兆尹。建安十八年（213年）以後歸屬雍州管轄。
東漢末，領長安、霸陵、杜陵、新豐、鄭縣、藍田、長陵、陽陵、上雒、商縣、下邽、陰盤12縣。
左馮翊
西漢舊郡，舊治長安縣，東漢初遷治高陵縣（今陝西省高陵縣西南），領縣有高陵、郃陽、祋祤、粟邑、池陽、雲陽、頻陽、萬年、蓮勺、重泉、臨晉、夏陽、衙縣、長陵、陽陵、櫟陽、翟道、谷口、鄜縣、武城、沈陽、徵縣、雲陵、懷德24縣。
東漢初省郃陽、祋祤、粟邑、櫟陽、翟道、谷口、鄜縣、武城、沈陽、徵縣、雲陵、懷德12縣。建武十五年（39年），長陵、陽陵2縣移屬京兆尹。永平二年（59年）復置郃陽縣，永元九年（66年）復置祋祤、粟邑2縣。建安初年析左馮翊西數縣置左內史郡，左馮翊遷治臨晉（今陝西省大荔縣東朝邑鎮）。建安十八年（213年）以前省左內史郡，併回左馮翊。建安十八年（213年）以後歸屬雍州管轄。
東漢末，領高陵、池陽、雲陽、頻陽、萬年、蓮勺、重泉、臨晉、夏陽、衙、郃陽、祋祤、粟邑13縣。
右扶風
西漢舊郡，舊治長安縣，東漢初遷治槐里縣（今陝西省興平市東南），領槐里、安陵、平陵、茂陵、鄠縣、郿縣、武功、栒邑、美陽、陳倉、汧縣、渝麋、雍縣、漆縣、杜陽、好畤、虢縣、渭城、盩厔、釐縣、郁夷21縣。東漢初省武功、杜陽、虢縣、渭城、盩厔、釐縣、郁夷7縣。永平八年（65年）復置武功縣，永元二年（90年）復置杜陽縣。中平六年（189年）析右扶風雍縣、渝麋、杜陽、陳倉、汧縣5縣置漢安郡。興平元年（194年），漆縣移屬新平郡。建安十八年（213年）以後歸屬雍州管轄。
東漢末，領槐里、安陵、平陵、茂陵、鄠縣、郿縣、栒邑、美陽、好畤、武功10縣。
漢安郡→漢興郡
東漢時已置扶風都尉，領右扶風雍縣、渝麋、杜陽、陳倉、汧縣5縣，中平六年（189年）扶風都尉改置漢安郡，郡治不詳。建安十八年（213年）前改名漢興郡。建安十八年（213年）以後歸屬雍州管轄。終東漢世，轄縣未變。
左內史郡（已廢）
東漢建安初，析左馮翊西數縣置左內史郡，治高陵（今陝西省高陵縣西南），領縣依地理來看，可能是高陵、池陽、萬年、頻陽、祋栩、雲陽6縣。建安十八年（213年）以前省併左內史郡。

### 縣級行政區
| 司隸校尉部 |                                                | | | |                                                                           |
| 說明：此表以《續漢書·郡國志》為主，並參考周振鶴《東漢政區地理》、孔祥軍《三國政區地理研究》、錢林書《續漢書郡國志匯釋》及相關網站整理而成；以深灰色表示者，為曾經建置，後來消失的縣份 |                                                | | | |                                                                           |
| 郡名 （縣數） | 郡治                                           | 縣名 | 今地位置(2012年12月)                                                                                           | 隸屬郡國 | 備注                                                                      |
| 河南尹 （22） | 雒陽縣                                         | 雒陽縣 | 今河南省洛陽市東北                                                                                             | 河南尹(25-220)                                                                                                 |                                                                           |
| 河南尹 （22） | 雒陽縣                                         | 河南縣 | 今河南省 | 河南尹(25-220)                                                                                                 |                                                                           |
| 河南尹 （22） | 雒陽縣                                         | 梁縣 | 今河南省 | 河南尹(25-220)                                                                                                 |                                                                           |
| 河南尹 （22） | 雒陽縣                                         | 平陰縣 | 今河南省 | 河南尹(25-220)                                                                                                 |                                                                           |
| 河南尹 （22） | 雒陽縣                                         | 穀城縣 | 今河南省 | 河南尹(25-220)                                                                                                 |                                                                           |
| 河南尹 （22） | 雒陽縣                                         | 緱氏縣 | 今河南省 | 河南尹(25-220)                                                                                                 |                                                                           |
| 河南尹 （22） | 雒陽縣                                         | 鞏縣 | 今河南省 | 河南尹(25-220)                                                                                                 |                                                                           |
| 河南尹 （22） | 雒陽縣                                         | 成皋縣 | 今河南省 | 河南尹(25-220)                                                                                                 |                                                                           |
| 河南尹 （22） | 雒陽縣                                         | 新城縣 | 今河南省 | 河南尹(25-220)                                                                                                 |                                                                           |
| 河南尹 （22） | 雒陽縣                                         | 匽師縣 | 今河南省 | 河南尹(25-220)                                                                                                 |                                                                           |
| 河南尹 （22） | 雒陽縣                                         | 新鄭縣 | 今河南省 | 河南尹(25-220)                                                                                                 |                                                                           |
| 河南尹 （22） | 雒陽縣                                         | 平縣 | 今河南省 | 河南尹(25-220)                                                                                                 |                                                                           |
| 河南尹 （22） | 雒陽縣                                         | 陸渾縣 | 今河南省 | 弘農郡(25-189)→弘農國(189-190)→弘農郡(190-？)→河南尹(？-220)                                                   |                                                                           |
| 河南尹 （22） | 滎陽都尉 （滎陽縣）                            | 滎陽縣 | 今河南省 | 河南尹(25-220)                                                                                                 |                                                                           |
| 河南尹 （22） | 滎陽都尉 （滎陽縣）                            | 卷縣 | 今河南省 | 河南尹(25-220)                                                                                                 |                                                                           |
| 河南尹 （22） | 滎陽都尉 （滎陽縣）                            | 原武縣 | 今河南省 | 河南尹(25-220)                                                                                                 |                                                                           |
| 河南尹 （22） | 滎陽都尉 （滎陽縣）                            | 陽武縣 | 今河南省 | 河南尹(25-220)                                                                                                 |                                                                           |
| 河南尹 （22） | 滎陽都尉 （滎陽縣）                            | 中牟縣 | 今河南省 | 河南尹(25-220)                                                                                                 |                                                                           |
| 河南尹 （22） | 滎陽都尉 （滎陽縣）                            | 開封縣 | 今河南省 | 河南尹(25-220)                                                                                                 |                                                                           |
| 河南尹 （22） | 滎陽都尉 （滎陽縣）                            | 菀陵縣 | 今河南省 | 河南尹(25-220)                                                                                                 |                                                                           |
| 河南尹 （22） | 滎陽都尉 （滎陽縣）                            | 京縣 | 今河南省 | 河南尹(25-220)                                                                                                 |                                                                           |
| 河南尹 （22） | 滎陽都尉 （滎陽縣）                            | 密縣 | 今河南省 | 河南尹(25-220)                                                                                                 |                                                                           |
| 河南尹 （22） | 滎陽都尉 （滎陽縣）                            | 故市縣 | 今河南省 | 河南尹(25-220)                                                                                                 | 東漢初廢縣。                                                              |
| 河內郡 （14） | 懷縣                                           | 懷縣 | 今河南省 | 河內郡(25-220)                                                                                                 |                                                                           |
| 河內郡 （14） | 懷縣                                           | 河陽縣 | 今河南省 | 河內郡(25-220)                                                                                                 |                                                                           |
| 河內郡 （14） | 懷縣                                           | 軹縣 | 今河南省 | 河內郡(25-220)                                                                                                 |                                                                           |
| 河內郡 （14） | 懷縣                                           | 沁水縣 | 今河南省 | 河內郡(25-220)                                                                                                 |                                                                           |
| 河內郡 （14） | 懷縣                                           | 野王縣 | 今河南省 | 河內郡(25-220)                                                                                                 |                                                                           |
| 河內郡 （14） | 懷縣                                           | 溫縣 | 今河南省 | 河內郡(25-220)                                                                                                 |                                                                           |
| 河內郡 （14） | 懷縣                                           | 州縣 | 今河南省 | 河內郡(25-220)                                                                                                 |                                                                           |
| 河內郡 （14） | 懷縣                                           | 平皋縣 | 今河南省 | 河內郡(25-220)                                                                                                 |                                                                           |
| 河內郡 （14） | 懷縣                                           | 山陽邑 | 今河南省 | 河內郡(25-220)                                                                                                 |                                                                           |
| 河內郡 （14） | 懷縣                                           | 武德縣 | 今河南省 | 河內郡(25-220)                                                                                                 |                                                                           |
| 河內郡 （14） | 懷縣                                           | 獲嘉國 | 今河南省 | 河內郡(25-220)                                                                                                 |                                                                           |
| 河內郡 （14） | 懷縣                                           | 脩武縣 | 今河南省 | 河內郡(25-220)                                                                                                 |                                                                           |
| 河內郡 （14） | 懷縣                                           | 共縣 | 今河南省 | 河內郡(25-220)                                                                                                 |                                                                           |
| 河內郡 （14） | 懷縣                                           | 汲縣 | 今河南省 | 河內郡(25-220)                                                                                                 |                                                                           |
| 河內郡 （14） | 懷縣                                           | 波縣 | 今河南省 | 河內郡(25-220)                                                                                                 | 東漢末年此縣已不可考。                                                    |
| 河東郡 （20） | 安邑縣                                         | 安邑縣 | 今山西省 | 河東郡(25-220)                                                                                                 |                                                                           |
| 河東郡 （20） | 安邑縣                                         | 楊縣 | 今山西省 | 河東郡(25-220)                                                                                                 |                                                                           |
| 河東郡 （20） | 安邑縣                                         | 平陽國 | 今山西省 | 河東郡(25-220)                                                                                                 |                                                                           |
| 河東郡 （20） | 安邑縣                                         | 臨汾縣 | 今山西省 | 河東郡(25-220)                                                                                                 |                                                                           |
| 河東郡 （20） | 安邑縣                                         | 汾陰縣 | 今山西省 | 河東郡(25-220)                                                                                                 |                                                                           |
| 河東郡 （20） | 安邑縣                                         | 蒲坂縣 | 今山西省 | 河東郡(25-220)                                                                                                 |                                                                           |
| 河東郡 （20） | 安邑縣                                         | 大陽縣 | 今山西省 | 河東郡(25-220)                                                                                                 |                                                                           |
| 河東郡 （20） | 安邑縣                                         | 解縣 | 今山西省 | 河東郡(25-220)                                                                                                 |                                                                           |
| 河東郡 （20） | 安邑縣                                         | 皮氏縣 | 今山西省 | 河東郡(25-220)                                                                                                 |                                                                           |
| 河東郡 （20） | 安邑縣                                         | 聞喜邑 | 今山西省 | 河東郡(25-220)                                                                                                 |                                                                           |
| 河東郡 （20） | 安邑縣                                         | 絳邑 | 今山西省 | 河東郡(25-220)                                                                                                 |                                                                           |
| 河東郡 （20） | 安邑縣                                         | 永安縣 | 今山西省 | 河東郡(25-220)                                                                                                 | 西漢名彘縣，陽嘉二年（133年）改名永安縣。                                 |
| 河東郡 （20） | 安邑縣                                         | 河北縣 | 今山西省 | 河東郡(25-220)                                                                                                 |                                                                           |
| 河東郡 （20） | 安邑縣                                         | 猗氏縣 | 今山西省 | 河東郡(25-220)                                                                                                 |                                                                           |
| 河東郡 （20） | 安邑縣                                         | 東垣縣 | 今山西省 | 河東郡(25-220)                                                                                                 |                                                                           |
| 河東郡 （20） | 安邑縣                                         | 襄陵縣 | 今山西省 | 河東郡(25-220)                                                                                                 |                                                                           |
| 河東郡 （20） | 安邑縣                                         | 北屈縣 | 今山西省 | 河東郡(25-220)                                                                                                 |                                                                           |
| 河東郡 （20） | 安邑縣                                         | 蒲子縣 | 今山西省 | 河東郡(25-220)                                                                                                 |                                                                           |
| 河東郡 （20） | 安邑縣                                         | 濩澤國 | 今山西省 | 河東郡(25-220)                                                                                                 |                                                                           |
| 河東郡 （20） | 安邑縣                                         | 端氏縣 | 今山西省 | 河東郡(25-220)                                                                                                 |                                                                           |
| 河東郡 （20） | 安邑縣                                         | 左邑縣 | 今山西省 | 河東郡(25-30)                                                                                                  | 東漢初廢縣。                                                              |
| 河東郡 （20） | 安邑縣                                         | 長修縣 | 今山西省 | 河東郡(25-30)                                                                                                  | 東漢初廢縣。                                                              |
| 河東郡 （20） | 安邑縣                                         | 狐讘縣 | 今山西省 | 河東郡(25-30)                                                                                                  | 東漢初廢縣。                                                              |
| 河東郡 （20） | 安邑縣                                         | 騏縣 | 今山西省 | 河東郡(25-30)                                                                                                  | 東漢初廢縣。                                                              |
| 弘農郡 （8） | 弘農縣                                         | 弘農縣 | 今河南省 | 弘農郡(25-189)→弘農國(189-190)→弘農郡(190-220)                                                                 |                                                                           |
| 弘農郡 （8） | 弘農縣                                         | 陝縣 | 今河南省 | 弘農郡(25-189)→弘農國(189-190)→弘農郡(190-220)                                                                 |                                                                           |
| 弘農郡 （8） | 弘農縣                                         | 黽池縣 | 今河南省 | 弘農郡(25-189)→弘農國(189-190)→弘農郡(190-220)                                                                 |                                                                           |
| 弘農郡 （8） | 弘農縣                                         | 新安縣 | 今河南省 | 弘農郡(25-189)→弘農國(189-190)→弘農郡(190-220)                                                                 |                                                                           |
| 弘農郡 （8） | 弘農縣                                         | 宜陽縣 | 今河南省 | 弘農郡(25-189)→弘農國(189-190)→弘農郡(190-220)                                                                 |                                                                           |
| 弘農郡 （8） | 弘農縣                                         | 盧氏縣 | 今河南省 | 弘農郡(25-189)→弘農國(189-190)→弘農郡(190-220)                                                                 |                                                                           |
| 弘農郡 （8） | 弘農縣                                         | 湖縣 | 今河南省 | 京兆尹(25-39)→弘農郡(39-189)→弘農國(189-190)→弘農郡(190-220)                                                   |                                                                           |
| 弘農郡 （8） | 弘農縣                                         | 華陰縣 | 今河南省 | 京兆尹(25-39)→弘農郡(39-189)→弘農國(189-190)→弘農郡(190-220)                                                   |                                                                           |
| 京兆尹 （12） | 長安縣                                         | 長安縣 | 今陝西省 | 京兆尹(25-220)                                                                                                 |                                                                           |
| 京兆尹 （12） | 長安縣                                         | 霸陵縣 | 今陝西省 | 京兆尹(25-220)                                                                                                 |                                                                           |
| 京兆尹 （12） | 長安縣                                         | 杜陵縣 | 今陝西省 | 京兆尹(25-220)                                                                                                 |                                                                           |
| 京兆尹 （12） | 長安縣                                         | 鄭縣 | 今陝西省 | 京兆尹(25-220)                                                                                                 |                                                                           |
| 京兆尹 （12） | 長安縣                                         | 新豐縣 | 今陝西省 | 京兆尹(25-220)                                                                                                 |                                                                           |
| 京兆尹 （12） | 長安縣                                         | 藍田縣 | 今陝西省 | 京兆尹(25-220)                                                                                                 |                                                                           |
| 京兆尹 （12） | 長安縣                                         | 長陵縣 | 今陝西省 | 左馮翊(25-39)→京兆尹(39-220)                                                                                   |                                                                           |
| 京兆尹 （12） | 長安縣                                         | 商縣 | 今陝西省 | 弘農郡(25-39)→京兆尹(39-220)                                                                                   |                                                                           |
| 京兆尹 （12） | 長安縣                                         | 上雒國 | 今陝西省 | 弘農郡(25-39)→京兆尹(39-220)                                                                                   |                                                                           |
| 京兆尹 （12） | 長安縣                                         | 陽陵縣 | 今陝西省 | 左馮翊(25-39)→京兆尹(39-220)                                                                                   |                                                                           |
| 京兆尹 （12） | 長安縣                                         | 下邽縣 | 今陝西省 | 京兆尹(25-30)→(廢縣)→京兆尹(159?-220)                                                                          | 東漢初廢縣，延熹二年（159年）左右，復置下邽縣。                           |
| 京兆尹 （12） | 長安縣                                         | 陰盤縣 | 今陝西省 | 安定郡(25-？)→京兆尹(？-220)                                                                                   | 漢靈帝中平年間（184年 - 189年），安定郡陰盤縣移寄治於新豐縣，後歸屬京兆尹 |
| 京兆尹 （12） | 長安縣                                         | 船司空縣 | 今陝西省 | 京兆尹(25-220)                                                                                                 | 東漢初廢縣。                                                              |
| 京兆尹 （12） | 長安縣                                         | 南陵縣 | 今陝西省 | 京兆尹(25-220)                                                                                                 | 東漢初廢縣。                                                              |
| 京兆尹 （12） | 長安縣                                         | 奉明縣 | 今陝西省 | 京兆尹(25-220)                                                                                                 | 東漢初廢縣。                                                              |
| 左馮翊 （13） | 高陵縣（25年-約197年） 臨晉縣（約197年-220年） | 高陵縣 | 今陝西省 | 左馮翊(25-197?)→左內史郡(197?-？)→左馮翊(？-220)                                                               |                                                                           |
| 左馮翊 （13） | 高陵縣（25年-約197年） 臨晉縣（約197年-220年） | 池陽縣 | 今陝西省 | 左馮翊(25-197?)→左內史郡(197?-？)→左馮翊(？-220)                                                               |                                                                           |
| 左馮翊 （13） | 高陵縣（25年-約197年） 臨晉縣（約197年-220年） | 雲陽縣 | 今陝西省 | 左馮翊(25-197?)→左內史郡(197?-？)→左馮翊(？-220)                                                               |                                                                           |
| 左馮翊 （13） | 高陵縣（25年-約197年） 臨晉縣（約197年-220年） | 祋祤縣 | 今陝西省 | 左馮翊(25-30)→(廢縣)→左馮翊(66-197?)→左內史郡(197?-？)→左馮翊(？-220)                                          | 東漢初廢縣，永元九年（66年）復置祋祤縣。                                  |
| 左馮翊 （13） | 高陵縣（25年-約197年） 臨晉縣（約197年-220年） | 頻陽縣 | 今陝西省 | 左馮翊(25-197?)→左內史郡(197?-？)→左馮翊(？-220)                                                               |                                                                           |
| 左馮翊 （13） | 高陵縣（25年-約197年） 臨晉縣（約197年-220年） | 萬年縣 | 今陝西省 | 左馮翊(25-197?)→左內史郡(197?-？)→左馮翊(？-220)                                                               |                                                                           |
| 左馮翊 （13） | 高陵縣（25年-約197年） 臨晉縣（約197年-220年） | 蓮勺縣 | 今陝西省 | 左馮翊(25-220)                                                                                                 |                                                                           |
| 左馮翊 （13） | 高陵縣（25年-約197年） 臨晉縣（約197年-220年） | 重泉縣 | 今陝西省 | 左馮翊(25-220)                                                                                                 |                                                                           |
| 左馮翊 （13） | 高陵縣（25年-約197年） 臨晉縣（約197年-220年） | 臨晉縣 | 今陝西省 | 左馮翊(25-220)                                                                                                 |                                                                           |
| 左馮翊 （13） | 高陵縣（25年-約197年） 臨晉縣（約197年-220年） | 郃陽縣 | 今陝西省 | 左馮翊(25-220)                                                                                                 | 東漢初廢縣，永平二年（59年）復置郃陽縣。                                  |
| 左馮翊 （13） | 高陵縣（25年-約197年） 臨晉縣（約197年-220年） | 夏陽縣 | 今陝西省 | 左馮翊(25-220)                                                                                                 |                                                                           |
| 左馮翊 （13） | 高陵縣（25年-約197年） 臨晉縣（約197年-220年） | 衙縣 | 今陝西省 | 左馮翊(25-220)                                                                                                 |                                                                           |
| 左馮翊 （13） | 高陵縣（25年-約197年） 臨晉縣（約197年-220年） | 粟邑縣 | 今陝西省 | 左馮翊(25-30)→(廢縣)→左馮翊(66-220)                                                                            | 東漢初廢縣，永元九年（66年）復置粟邑縣。                                  |
| 左馮翊 （13） | 高陵縣（25年-約197年） 臨晉縣（約197年-220年） | 櫟陽縣 | 今陝西省 | 左馮翊(25-30)                                                                                                  | 東漢初廢縣。                                                              |
| 左馮翊 （13） | 高陵縣（25年-約197年） 臨晉縣（約197年-220年） | 翟道縣 | 今陝西省 | 左馮翊(25-30)                                                                                                  | 東漢初廢縣。                                                              |
| 左馮翊 （13） | 高陵縣（25年-約197年） 臨晉縣（約197年-220年） | 谷口縣 | 今陝西省 | 左馮翊(25-30)                                                                                                  | 東漢初廢縣。                                                              |
| 左馮翊 （13） | 高陵縣（25年-約197年） 臨晉縣（約197年-220年） | 鄜縣 | 今陝西省 | 左馮翊(25-30)                                                                                                  | 東漢初廢縣。                                                              |
| 左馮翊 （13） | 高陵縣（25年-約197年） 臨晉縣（約197年-220年） | 武城縣 | 今陝西省 | 左馮翊(25-30)                                                                                                  | 東漢初廢縣。                                                              |
| 左馮翊 （13） | 高陵縣（25年-約197年） 臨晉縣（約197年-220年） | 沈陽縣 | 今陝西省 | 左馮翊(25-30)                                                                                                  | 東漢初廢縣。                                                              |
| 左馮翊 （13） | 高陵縣（25年-約197年） 臨晉縣（約197年-220年） | 徵縣 | 今陝西省 | 左馮翊(25-30)                                                                                                  | 東漢初廢縣。                                                              |
| 左馮翊 （13） | 高陵縣（25年-約197年） 臨晉縣（約197年-220年） | 雲陵縣 | 今陝西省 | 左馮翊(25-30)                                                                                                  | 東漢初廢縣。                                                              |
| 左馮翊 （13） | 高陵縣（25年-約197年） 臨晉縣（約197年-220年） | 懷德縣 | 今陝西省 | 左馮翊(25-30)                                                                                                  | 東漢初廢縣。                                                              |
| 右扶風 （10） | 槐里縣                                         | 槐里縣 | 今陝西省 | 右扶風(25-220)                                                                                                 |                                                                           |
| 右扶風 （10） | 槐里縣                                         | 安陵縣 | 今陝西省 | 右扶風(25-220)                                                                                                 |                                                                           |
| 右扶風 （10） | 槐里縣                                         | 平陵縣 | 今陝西省 | 右扶風(25-220)                                                                                                 |                                                                           |
| 右扶風 （10） | 槐里縣                                         | 茂陵縣 | 今陝西省 | 右扶風(25-220)                                                                                                 |                                                                           |
| 右扶風 （10） | 槐里縣                                         | 鄠縣 | 今陝西省 | 右扶風(25-220)                                                                                                 |                                                                           |
| 右扶風 （10） | 槐里縣                                         | 郿縣 | 今陝西省 | 右扶風(25-220)                                                                                                 |                                                                           |
| 右扶風 （10） | 槐里縣                                         | 武功縣 | 今陝西省 | 右扶風(25-30)→(廢縣)→右扶風(65-220)                                                                            | 東漢初廢縣，永平八年（65年）復置武功縣。                                  |
| 右扶風 （10） | 槐里縣                                         | 栒邑縣 | 今陝西省 | 右扶風(25-220)                                                                                                 |                                                                           |
| 右扶風 （10） | 槐里縣                                         | 美陽縣 | 今陝西省 | 右扶風(25-220)                                                                                                 |                                                                           |
| 右扶風 （10） | 槐里縣                                         | 虢縣 | 今陝西省 | 右扶風(25-30)                                                                                                  | 東漢初廢縣。                                                              |
| 右扶風 （10） | 槐里縣                                         | 渭城縣 | 今陝西省 | 右扶風(25-30)                                                                                                  | 東漢初廢縣。                                                              |
| 右扶風 （10） | 槐里縣                                         | 盩厔縣 | 今陝西省 | 右扶風(25-30)                                                                                                  | 東漢初廢縣。                                                              |
| 右扶風 （10） | 槐里縣                                         | 釐縣 | 今陝西省 | 右扶風(25-30)                                                                                                  | 東漢初廢縣。                                                              |
| 右扶風 （10） | 槐里縣                                         | 郁夷縣 | 今陝西省 | 右扶風(25-30)                                                                                                  | 東漢初廢縣。                                                              |
| 漢興郡 （5） | ？                                             | 陳倉縣 | 今陝西省 | 右扶風(25-189)→漢安郡(189-213?)→漢安郡(213?-220)                                                               |                                                                           |
| 漢興郡 （5） | ？                                             | 汧縣 | 今陝西省 | 右扶風(25-189)→漢安郡(189-213?)→漢安郡(213?-220)                                                               |                                                                           |
| 漢興郡 （5） | ？                                             | 渝麋國 | 今陝西省 | 右扶風(25-189)→漢安郡(189-213?)→漢安郡(213?-220)                                                               |                                                                           |
| 漢興郡 （5） | ？                                             | 雍縣 | 今陝西省 | 右扶風(25-189)→漢安郡(189-213?)→漢安郡(213?-220)                                                               |                                                                           |
| 漢興郡 （5） | ？                                             | 杜陽縣 | 今陝西省 | 右扶風(25-30)→(廢縣)→右扶風(90-189)→漢安郡(189-213?)→漢安郡(213?-220)                                          | 東漢初廢縣，永元二年（90年）復置杜陽縣。                                  |
| 己改隸他州 |                                                | 朝歌縣 | 原為河內郡轄，建安十七年（212年）移屬冀州魏郡。                                                                | 原為河內郡轄，建安十七年（212年）移屬冀州魏郡。                                                                | 原為河內郡轄，建安十七年（212年）移屬冀州魏郡。                           |
| 己改隸他州 | 蕩陰縣                                         | 原為河內郡轄，建安十七年（212年）移屬冀州魏郡。                                                                | 原為河內郡轄，建安十七年（212年）移屬冀州魏郡。                                                                | 原為河內郡轄，建安十七年（212年）移屬冀州魏郡。                                                                |                                                                           |
| 己改隸他州 | 林慮縣                                         | 西漢名隆慮縣，為避漢殤帝劉隆名諱，延平元年（106年）改名林慮縣。原為河內郡轄，建安十七年（212年）移屬冀州魏郡。 | 西漢名隆慮縣，為避漢殤帝劉隆名諱，延平元年（106年）改名林慮縣。原為河內郡轄，建安十七年（212年）移屬冀州魏郡。 | 西漢名隆慮縣，為避漢殤帝劉隆名諱，延平元年（106年）改名林慮縣。原為河內郡轄，建安十七年（212年）移屬冀州魏郡。 |                                                                           |
| 己改隸他州 | 漆縣                                           | 原為右扶風轄，興平元年（194年）移屬涼州新平郡。                                                                | 原為右扶風轄，興平元年（194年）移屬涼州新平郡。                                                                | 原為右扶風轄，興平元年（194年）移屬涼州新平郡。                                                                |                                                                           |

## 校尉列表
- 西漢
  - 李種（？－前86年），後轉任廷尉。
  - 司隸校尉辟兵（漢昭帝末葉），姓氏不詳。
  - 蓋寬饒 （？－前60年）坐罪，下獄自殺。
  - 諸葛豐（初元年間(前48年－前44年)）
  - 司隸校尉昌（竟寧元年(前33年)見在任），姓氏不詳。
  - 王尊（？－前31年），以彈劾丞相匡衡坐免。
  - 王駿 （前30年－前29年）繼王尊任，後轉任少府。
  - 轅豐（《漢紀》作袁豐，？－前29年），繼王駿任，被殺。
  - 王章 （前29年－前25年）後轉任京兆尹。
  - 蕭育（漢成帝中葉）
  - 陳慶（？－前20年），後被免職。
  - 涓勳（鴻嘉年間(前20年－前17年)），繼陳慶任。
  - 何武（？－前13年），後轉任京兆尹。
  - 方賞（？－前6年），後轉任左馮翊。
  - 解光（前6年－前5年）繼方賞後任，因頁賀良事免。
  - 孫寶（建平年間(前6年－前3年)）
  - 鮑宣 （元壽年間(前2年－前1年)）

- 東漢
  - 宣秉（26年－27年），後遷大司徒。
  - 傅抗（？－32年），後下獄死。
  - 鮑永（35年－39年），被免職。
  - 蘇鄴（？－46年），下獄死。
  - 水丘岑（蓋光武帝末）
  - 郭賀（建武末）
  - 李訢（？－56年），後轉任司徒。
  - 鮑昱（56年－62年），繼李訢任，後免職。
  - 牟融（62年－65年），後轉任大鴻臚。
  - 宗均（64年以後某年），在任數月。
  - 郭霸（？－68年），下獄死。
  - 王康（？－69年），下獄死。
  - 華松（永平中或章帝初）
  - 趙興，章帝時。
  - 宗意（88年-90年）
  - 郑璩
  - 司空蔡（永元初年）
  - 周纡（93年-94年）
  - 何熙（和帝時），后转大司农。
  - 徐防（98年之前）
  - 张敏（97年-99年）
  - 晏称（100年）
  - 公孙松（和安之际）
  - 崔据（120年）
  - 王龚（121年-122年）
  - 陈忠（124年-125年）
  - 杨涣（安帝末年）
  - 范康（任职年代不详）
  - 刘称（任职年代不详），刘淑祖父[參⁠ 51]。
  - 陈珍（任职年代不详）[參⁠ 52]。
  - 李法（安顺之世）
  - 羊侵（安帝時）
  - 陈禅（125年-126年）
  - 虞诩（126年-？）
  - 左雄（阳嘉永和之际）
  - 周举（永和初年）
  - 王某（永和年间）
  - 杨雄，顺帝时[參⁠ 53][參⁠ 54]。
  - 赵峻（142年）
  - 赵祁（143年）
  - 王畅（桓帝初）
  - 祝恬（151年）
  - 冯绲（桓帝時），轉廷尉。
  - 张彪（159年）
  - 刘佑（桓帝延熹年间），后转宗正。
  - 应奉（桓帝延熹年间）
  - 冯羡（桓帝延熹年间）
  - 鲁峻（164年）
  - 韩演（165年）
  - 李膺（桓帝延熹年间-166年）,第一次党锢之祸中下狱。
  - 杨淮（桓帝时）
  - 任昉（桓帝末）
  - 霍谞（桓帝末）
  - 高赐（桓帝時）
  - 唐珍（桓帝末）
  - 刘嚣（桓帝末）
  - 朱寓（168年-169年），第二次党锢之祸中被杀。
  - 许冰（汉灵帝时）[參⁠ 55]。
  - 李暠（桓灵之际）
  - 段颎（170年-172年）
  - 刘猛（172年）
  - 许永（178年）
  - 刘郃（178年之前）
  - 阳球（179年-？）
  - 曹嵩（灵帝時）
  - 张忠（184年之前）
  - 张温（中平中）
  - 冯方（灵帝時）
  - 郭鸿（灵帝時）
  - 赵安（灵帝時）
  - 胡轸（东汉末）
  - 袁绍（189年）
  - 宣播（190年）
  - 赵谦（191年），转前将军。
  - 黄琬（192年），被李傕杀死。
  - 胡种（李傕杀王允时）
  - 李傕（192年-195年）
  - 荣邵（献帝东归时）
  - 韩暹（196年），护卫汉献帝回雒阳有功，为大将军领司隶校尉。和曹操抢夺天子失败，转投袁术。
  - 曹操（196年），挾持汉献帝时自领司隶校尉。
  - 丁冲（196年），喝酒烂肠而死。
  - 钟繇（197－211年），曹操让钟繇担任司隶校尉镇抚马腾、韩遂等关中诸将。曹操参与潼关之战时，表封钟繇为前军师。
  - 李孚[參⁠ 56]

- 三國[參⁠ 57]
  - 蜀漢
    - 張飛（？－221年），公元221年受封於劉備稱帝時。
    - 諸葛亮（181－234年），公元223年接任於張飛遇刺後。

  - 曹魏
    - 杜畿，约220年至222年
    - 邢颙，约222年至223年
    - 徐宣，约223年至225年
    - 孔羨，约229年
    - 崔林，约234年至238年
    - 徐邈，约241年
    - 畢軌，约242年至249年
    - 孫禮，约249年
    - 何曾，约251年至254年
    - 王祥，约255年至258年
    - 王經，约258年至259年
    - 鍾會，约260年至262年
    - 武陔，约263年
    - 李熹，约264年至265年
- 西晋
  - 李熹，约265年至267年
  - 石鉴，约267年至269年

- - 李胤，约269年至275年
  - 傅玄，约275年至278年
  - 刘毅，约278年至283年
  - 王弘，约283年至284年
  - 傅询（严询），约284年至285年
  - 石鉴，约285年至286年
  - 荀恺，约287年至290年
  - 傅祗，约291年
  - 傅咸，约291年至294年
  - 王密，约294年至295年
  - 许奇，约296年
  - 王堪，约297年至298年
  - 满奋，约299年至301年
  - 刘暾，约302年至303年
  - 满奋，约304年
  - 刘暾，约304年至311年
  - 邢乔，约305年至306年
  - 周馥，约306年
  - 荀组，约309年至310年；约312年至316年
- 十六国
  - 前秦
    - 梁楞，约352年至355年
    - 赵诲，约355年至357年
    - 吕婆楼，约357年至359年
    - 王猛，约359年至370年；372年至375年
    - 苻融，约380年至383年
    - 苻叡，约384年
    - 苻晖，约384年至385年
    - 王腾，约385年至387年

  - 后秦
    - 姚绪，约386年至389年
    - 郭抚，约397年至401年
    - 姚显，约402年至404年
    - 姚绍，约414年至417年

## 註解
1. ↑  葛劍雄，《西漢人口地理》第96頁，元始二年郡國人口密度表。
2. ↑  為寧秦、下邽、藍田、杜縣、芷陽、戲縣、商縣、鄭縣、麗邑、上雒、船司空、胡縣12縣。
3. ↑  為長安、華陰、下邽、藍田、杜縣、霸陵、商縣、鄭縣、新豐、上雒、船司空、湖縣、南陵、新城、斄縣、美陽、郿縣、雍縣、槐里、栒邑、杜陽、好畤、汧縣、漆縣、虢縣、鄠縣、陳倉、郁夷、隃麋、安陵、茂陵、武功32縣。
4. ↑  為頻陽、重泉、高陵、雲陽、臨晉、懷德、櫟陽、翟道、郃陽、衙縣、鄜縣、夏陽、弋陽、武城、徵縣、鄜縣16縣。
5. ↑  為新城、廢丘、斄縣、美陽、郿縣、雍縣、槐里、旬邑、杜陽、好畤、汧縣、漆縣、虢縣、酆縣、陳倉15縣。
6. ↑  見《西漢政區地理》，133頁。
7. ↑  為咸陽、頻陽、重泉、寧秦、下邽、高陵、藍田、杜、芷陽、雲陽、廢丘、斄、美陽、臨晉、懷德、郿、戲、商、雍、櫟陽、鄭、麗邑、翟道、槐里、旬邑、郃陽、杜陽、好畤、汧、漆、上雒、衙、夏陽、弋陽、武城、虢、酆、船司空、胡縣、陳倉、徵等41縣。（《秦代政區地理》，第122-149頁）
8. ↑  為懷、溫、軹、武德、曲陽、修武、邢丘、野王、共、山陽、朝歌、汲、河陽、蕩陰、隆慮、安陽、州、內黃、繁陽19縣。（《秦代政區地理》，第311-322頁）
9. ↑  為雒陽、卷、新安、華陽、宜陽、盧氏、緱氏、平陰、新城、陝、焦、河南、滎陽、京、成皋、陽武、梁、中牟、鞏、穀城、黽池、倫氏22縣。（《秦代政區地理》，第186-198頁）
10. ↑  為安邑、蒲反、汾陰、底柱、皮氏、臨汾、絳、彘、左邑、平陽、新襄陵、濩澤、風、垣、楊、蒲子、北屈、猗氏、土軍19縣。（《秦代政區地理》，第300-311頁）
11. ↑  咸陽改名新城；麗邑改名新豐；寧秦改名華陰；芷陽改名霸陵；弋陽改名陽陵；酆縣改名鄠縣；胡縣改名湖縣；杜縣改名杜陵；新襄陵改名襄陵
12. ↑  為長安、渭城、萬年、長陵、安陵、池陽、南陵、谷口、祋祤、茂陵、弘農、盩厔、奉明、雲陵、平陵、聞喜、獲嘉、陸渾、狐讘、騏、平皋、平縣、故市、長脩、昌陵。
13. ↑  廢丘、戲縣、底柱、風縣、幾縣、安陽、曲陽、邢丘、臨蔡、邗縣、華陽、焦縣、昌陵。
14. ↑  旬邑、端氏、內黃、繁陽、開封、苑陵、新鄭、密縣。
15. ↑  為土軍、內黃、繁陽、倫氏。
16. ↑  為粟邑、沈陽、蓮勺、郁夷、隃麋、武功、大陽、河北、波縣、沁水、偃師、原武。
17. ↑  《二年律令·秩律》無此縣，蓋西漢中後期置縣。
18. ↑  呼林貴：《秦寧秦縣城和西漢華陰縣城位置考》，《陝西省考古學會第一屆年會論文集》，1983年。
19. ↑  王仲德編著《古城下邽》，陝西人民出版社，2001，第94頁。
20. ↑  中國社會科學考古研究所櫟陽考古隊：《秦漢櫟陽城遺址的勘探和發掘》，《考古學報》1985年第3期。
21. ↑  呼林貴：《陝西韓城秦漢夏陽故城遺址勘察記》，《考古與文物》，1987年年第6期。
22. ↑  《二年律令·秩律》無此縣，蓋西漢中後期置縣。
23. ↑  《二年律令·秩律》無此縣，蓋西漢中後期置縣。
24. ↑  《二年律令·秩律》無此縣，蓋西漢中後期置縣。
25. ↑  《漢志》作「褱德」，《秩律》作「壞德」。
26. ↑  《二年律令·秩律》無此縣，蓋漢初廢縣，中後期復縣。
27. ↑  《二年律令·秩律》無此縣，蓋秦漢之際廢縣。
28. ↑  此處有誤，周振鶴謂省入長安，漢武帝時復置縣。
29. ↑  《二年律令·秩律》無此縣，蓋漢初廢縣，中後期復縣。
30. ↑  《二年律令·秩律》無此縣，蓋西漢中後期置縣。
31. ↑  梁星彭：《陝西扶風縣崇正鎮發現古城》，《考古》1963年第4期；羅西章：《美陽、岐陽城域考》，《文博》1984年第3期。
32. ↑  《二年律令·秩律》作「楬邑」。
33. ↑  《二年律令·秩律》無此縣，蓋西漢中後期置縣。
34. ↑  《二年律令·秩律》無此縣，蓋漢初廢縣，中後期復縣。
35. ↑  《二年律令·秩律》無此縣，蓋西漢中後期置縣。晉淑蘭、張武冰並言「《圖集》秦內史屬縣武功在今陝西眉縣東南，今証秦並無此縣。其地今名槐芽。」（晉淑蘭、張武冰主編《中國地圖集》，中國地圖出版社，2003年，第90頁）
36. ↑  韓維周、王儒林：《河南西峽縣及南陽市兩古城調查記》，《考古》1956年第2期；周維衍：《河南西峽縣古城遺址的考証》，《考古》1961年第8期<。
37. ↑  陶正剛、葉學明：《古魏城和禹王古城調查簡報》，《文物》1962年第4、5期；中國社會科學考古研究所山西工作隊：《山西夏縣禹王城調查》，《考古》1963年第9期。
38. ↑  楊富斗：《山西萬榮縣發現古城遺址》，《考古》1959年第4期。
39. ↑  楊富斗：《山西襄汾縣發現的兩處遺址》，《考古》1959年第2期；山西省文物管理委員會侯馬工作站：《山西襄汾趙康附近古城遺址調查》，《考古》1963年第10期。
40. ↑  繆文遠：《戰國制度通考》，巴蜀書社，第192頁。
41. ↑  張德光：《山西洪洞古城的調查》，《考古》1963年第10期。
42. 1 2 3 4 5 6 7  國家文物局主編：《中國文物地圖冊·河南分冊》，中國地圖出版社，1991年。
43. ↑  張玉石：《淇縣朝歌故城》，《中國考古學年鑑》(1992)，文物出版社，1994；河南省文物研究所編：《河南考古四十年》，河南人民出版社，1994年。
44. ↑  繆文遠：《戰國制度通考》，巴蜀書社，1998年，第194頁。
45. ↑  秦文生：《滎陽故城新考》，《中原文物》1983年特刊。
46. ↑  于曉興：《滎陽京襄城發現漢代金幣》，《河南文博通迅》1980年第3期。
47. ↑  徐龍國：《秦漢城市考古學研究》，中國社會科學院研究生院2004屆考古與博物館學博士論文。
48. ↑  中國科學院考古研究所洛陽發掘隊：《河南偃師「滑城」考古調查簡報》，《考古學》1982年第5期。
49. ↑  洛陽市志編輯委員會編：《洛陽市志·文物志》，中州古籍出版社，1995。
50. ↑  丘剛：《啟封故城遺址的初步勘探與試掘》，《中原文物》1994年第2期。
51. 1 2 3  周振鶴考證《漢書·文三王傳》「元朔中，削梁王五縣」及《史記·梁孝王世家》「乃削梁八城，梁餘尚有十城」的記載，認為《史記》的記載為是，八城當為沛國之譙、酇、芒、敬丘、建平及河南郡開封、苑陵、新鄭。（《西漢政區地理》，第57頁）
52. ↑  繆文遠：《戰國制度通考》，巴蜀書社，1998年，第191頁
53. ↑  譚其驤據《後漢書·歐陽歙傳》「世祖即位，（歙）始為河南尹」及《王梁傳》「五年，……代歐陽歙為河南尹」，認為河南郡更名在建武元年（見《長水集》第43頁〈兩漢州制考〉跋）；周振鶴也認為此說為是。（見《東漢政區地理》第17頁河南尹條）
54. 1 2 3 4 5 6 7 8 9 10 11 12 13 14 15 16 17 18 19 20 21 22 23 24 25 26 27 28 29 30 31 32 33  周振鶴據《後漢書·光武帝紀下》「（建武六年六月），并省四百餘縣」，認為該縣當於東漢初年省併無疑。（見《東漢政區地理》各郡沿革）
55. 1 2  吳增僅依據《元和志》「本陸渾戎所居，……至漢為陸渾縣，屬弘農郡，後屬河南尹」，認為東漢末年陸渾縣已經隸屬於河南尹（吳增僅《三國郡縣表附考證》，開明書局《二十五史補編》第三冊，第3頁），周振鶴贊同此說（見《東漢政區地理》，人民出版社，第18頁）。
56. ↑  據《續漢志·百官五》注引《獻帝起居注》，建安十八年（213年）時有「滎陽都尉」。
57. 1 2  吳增僅依據《續漢志·百官五》注引《獻帝起居注》記載，雍州統領二十二郡無左內史郡之名，認為該郡置郡後不久即廢除。（見吳增僅《三國郡縣表附考證》，開明書局《二十五史補編》第三冊，第10頁）
58. ↑  清代學者謝鍾英、楊守敬和近人周振鶴皆認為東漢末平陰已經改名河陰，孔祥軍依據《水經注》卷4「（平陰），魏文帝改曰河陰矣」，認為平陰改名河陰當在三國時期。（見《三國政區地理研究》第7頁河陰條）
59. ↑  《續漢書·郡國志》作「成睪」。
60. ↑  《續漢書·郡國志》作「熒陽」。
61. ↑  《續漢書·郡國志》作「平睾」。
62. ↑  《後漢書·桓帝紀》載「延熹二年（159年）冬十月壬申，行幸長安」，復置下邽縣事當在此年。
63. ↑   註: